# Hesperesta alicantella
Hesperesta alicantella is een vlinder uit de familie dominomotten (Autostichidae). De wetenschappelijke naam is voor het eerst geldig gepubliceerd in 2008 door Derra.
Deze vlinder komt voor in Europa.